# Eric De Clercq
Eric De Clercq (* 3. Dezember 1967 in Opbrakel, Provinz Ostflandern) ist ein ehemaliger belgischer Radrennfahrer.

## Werdegang
1989 gewann De Clerq den De Vlaamse Pijl und wurde Dritter bei Circuit du Hainaut. 1990 nahm er an der Friedensfahrt teil und wurde auf der 8. Etappe Dritter beim Sieg des Bulgaren Krasimir Kanew. De Clercq fuhr ab 1991 bei La William-Saltos. 1992 gewann er eine Etappe beim Hofbräu Cup. Neben seinem Etappensieg bei der Kellogg’s Tour erzielte er 1993 vordere Platzierungen mit Rang 4 beim Grote Prijs Stad Zottegem und Platz 8 bei Kampioenschap van Vlaanderen. 1994 war neben dem Sieg nur Platz 9 beim Nationale Sluitingprijs als Platzierung hervorzuheben. In nächsten beiden Jahren waren Platz 2 bei Brüssel-Ingooigem 1995 und die Plätze 2 und 3 bei Grote Prijs Raf Jonckheere und Colliers Classic die einzig nennenswerten Platzierungen 1997. 1996 siegte er bei Rund um Düren. Neben den Siegen gelang De Clerq 1998 Platz 6 bei der Circuit Franco-Belge und Platz 9 beim Memorial Rik Van Steenbergen. 1999 war Platz 8 beim De Kustpijl beste Platzierung. Neben seinen beiden letzten Siegen 2000 und 2001 war Platz 8 beim Sieg seines Teamkollegen Roger Hammond beim Archer Grand Prix 2000 und Platz 4 beim Antwerpse Havenpijl 2001 die besten Ergebnisse. Nach 8 Jahren beim Team Collstrop trat er vom Profisport zurück.
Von 2004 bis 2007 war er Teammanager des Teams Vlaanderen-Capri Sonne-T Interim. Seit 2008 bietet er geführte Radtouren durch Belgien und im Ausland an. Weiterhin bietet er seine Dienste bei geführten Radtouren auch bei einem australischen Anbieter für Radtouren an. Angeblich arbeitete De Clerq auch als freiberuflicher Gesundheitsberater für die Teams Lotto-Belisol und Saxo Bank.

## Erfolge
1992
- eine Etappe Hofbräu Cup

1993
- eine Etappe Kellogg’s Tour
- GP Paul Borremans

1994
- Circuit des Frontières

1996
- Rund um Düren

1998
- Zomergem - Adinkerke
- GP Paul Borremans

2000
- GP Paul Borremans

2001
- Omloop der Kempen

2002
- GP Paul Borremans